# Truhe

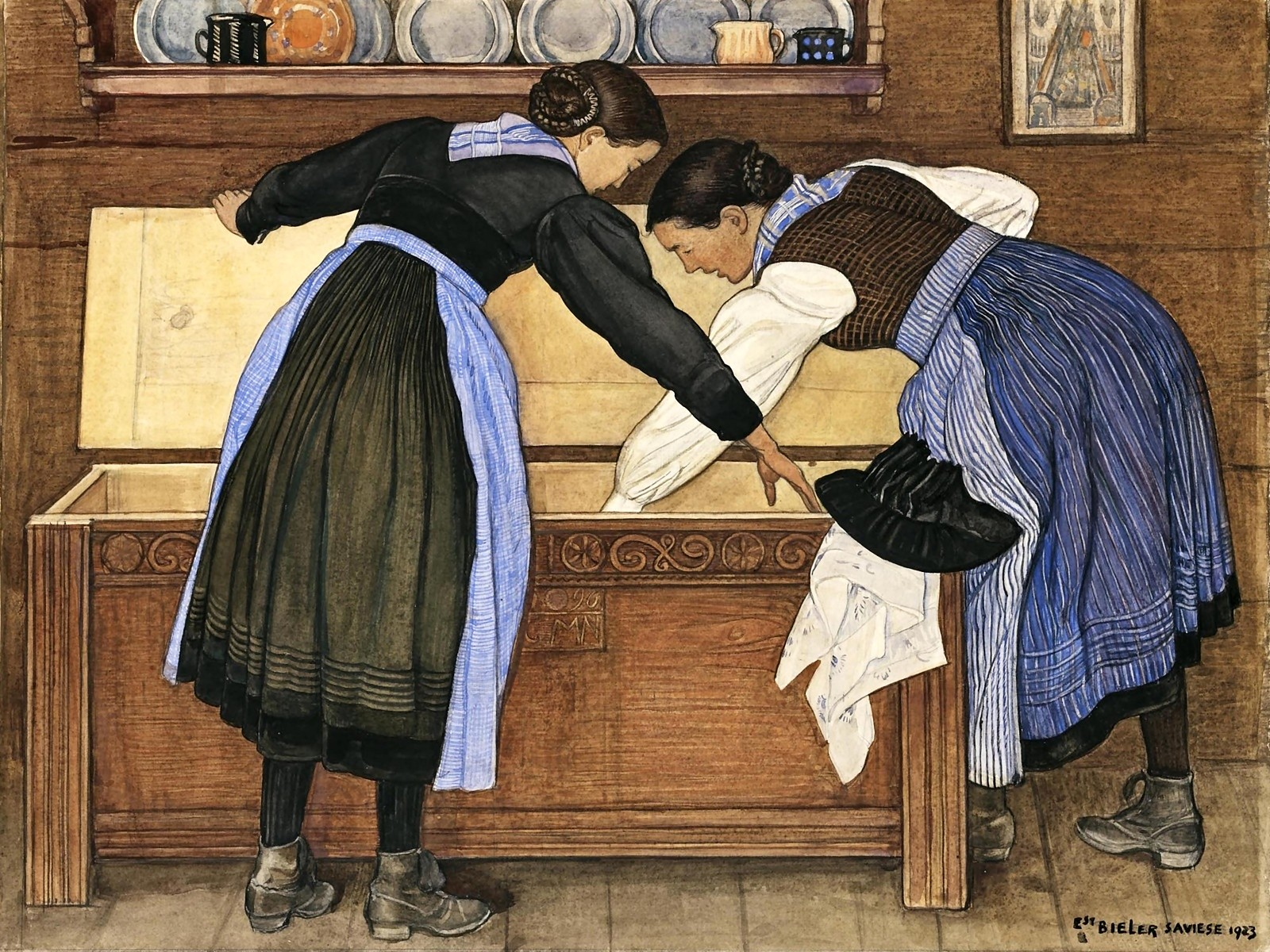
Ernest Biéler: Zwei junge Walliserinnen mit einer Truhe

Eine Truhe ist ein meist aus Holz gefertigtes kastenförmiges Möbelstück mit aufklappbarem Deckel zur Aufbewahrung von Gegenständen oder deren Transport.

## Begriff und Wortgeschichte
Im Deutschen Wörterbuch der Brüder Grimm wird der Wortstamm mit dem althochdeutschen truha und dessen Bedeutung „Baum“, „ausgehöhlter Block“, „Sarg“ in Verbindung gebracht. Wie einen „Einbaum mit Deckel“ haben wir uns also die ältesten Formen vorzustellen. Ein historisch häufig gebrauchtes Synonym, auch für aufwändiger geschmückte Truhen, ist „Kiste“. Im gleichen Sinne wurde auch „Lade“ für Truhen (etwa die biblische Bundeslade) und auch kleinere Kästen benutzt, oft auch in der Zusammensetzung „Zunftlade“, „Gesellenlade“, „Brieflade“ (Urkundenkasten) oder „Totenlade“.

## Geschichte

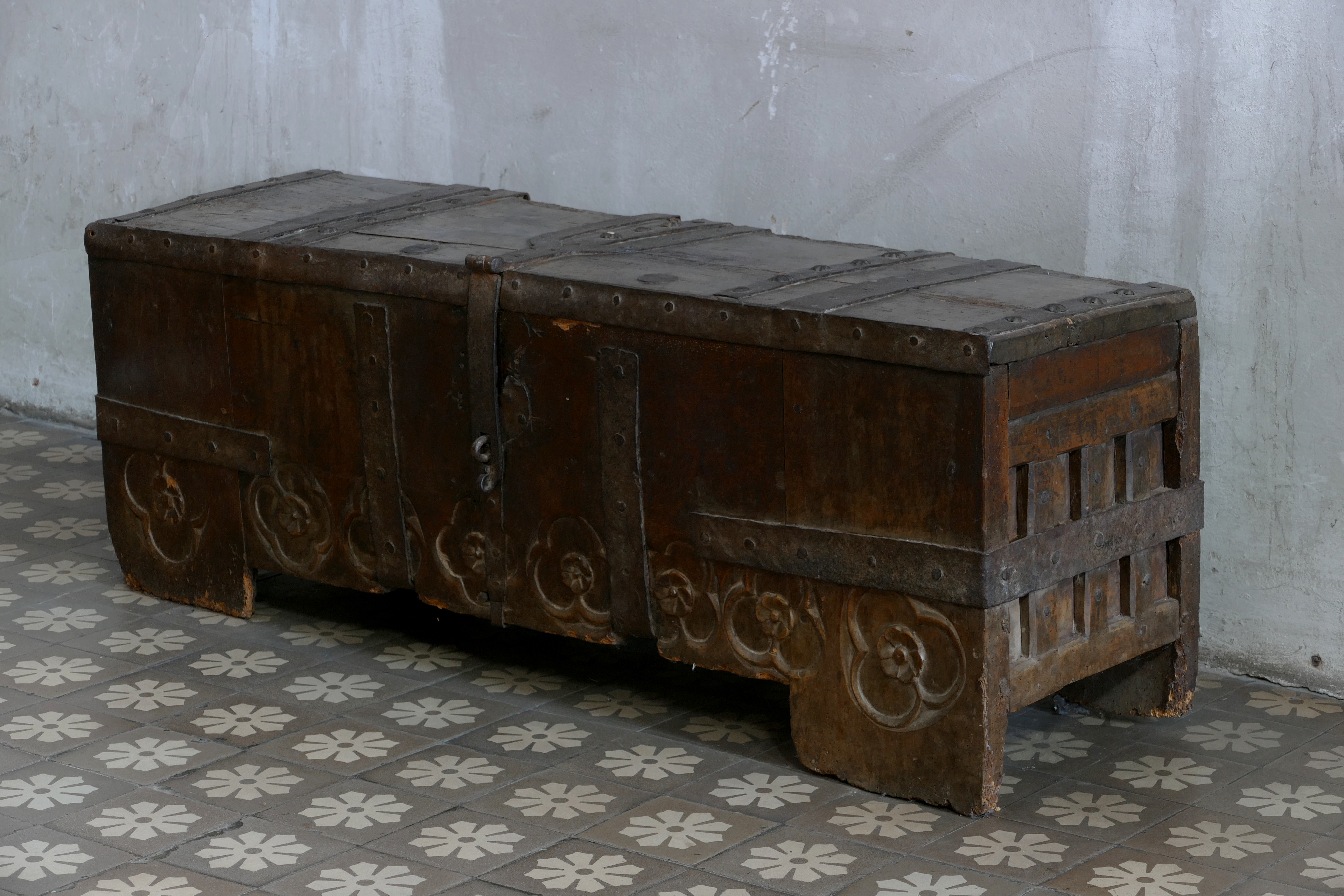
Mit Eisenbändern beschlagene Stollentruhe des 13. Jahrhunderts in Wissembourg (Elsass), Kirche St. Peter und Paul

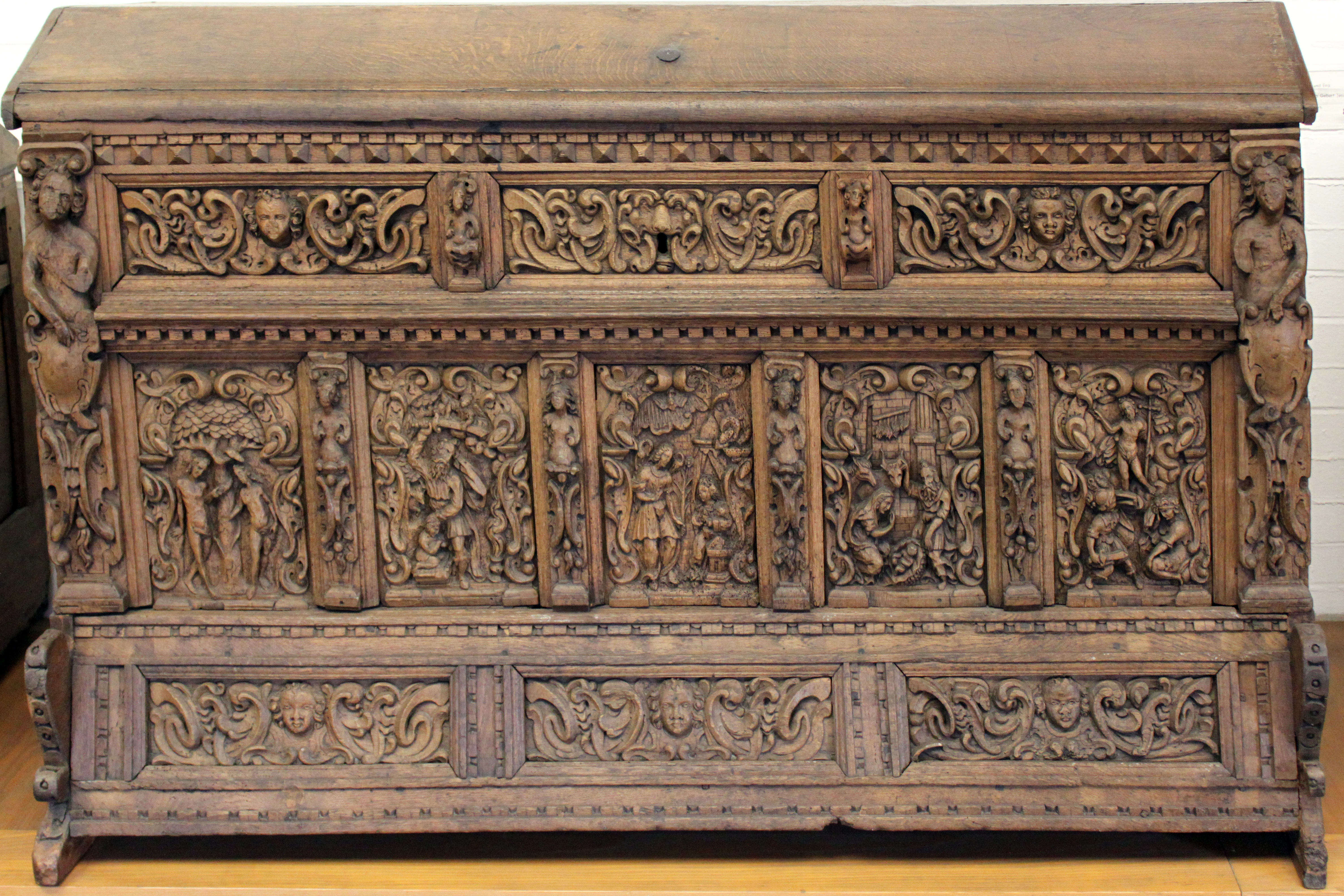
Bremen um 1635; Germanisches Nationalmuseum

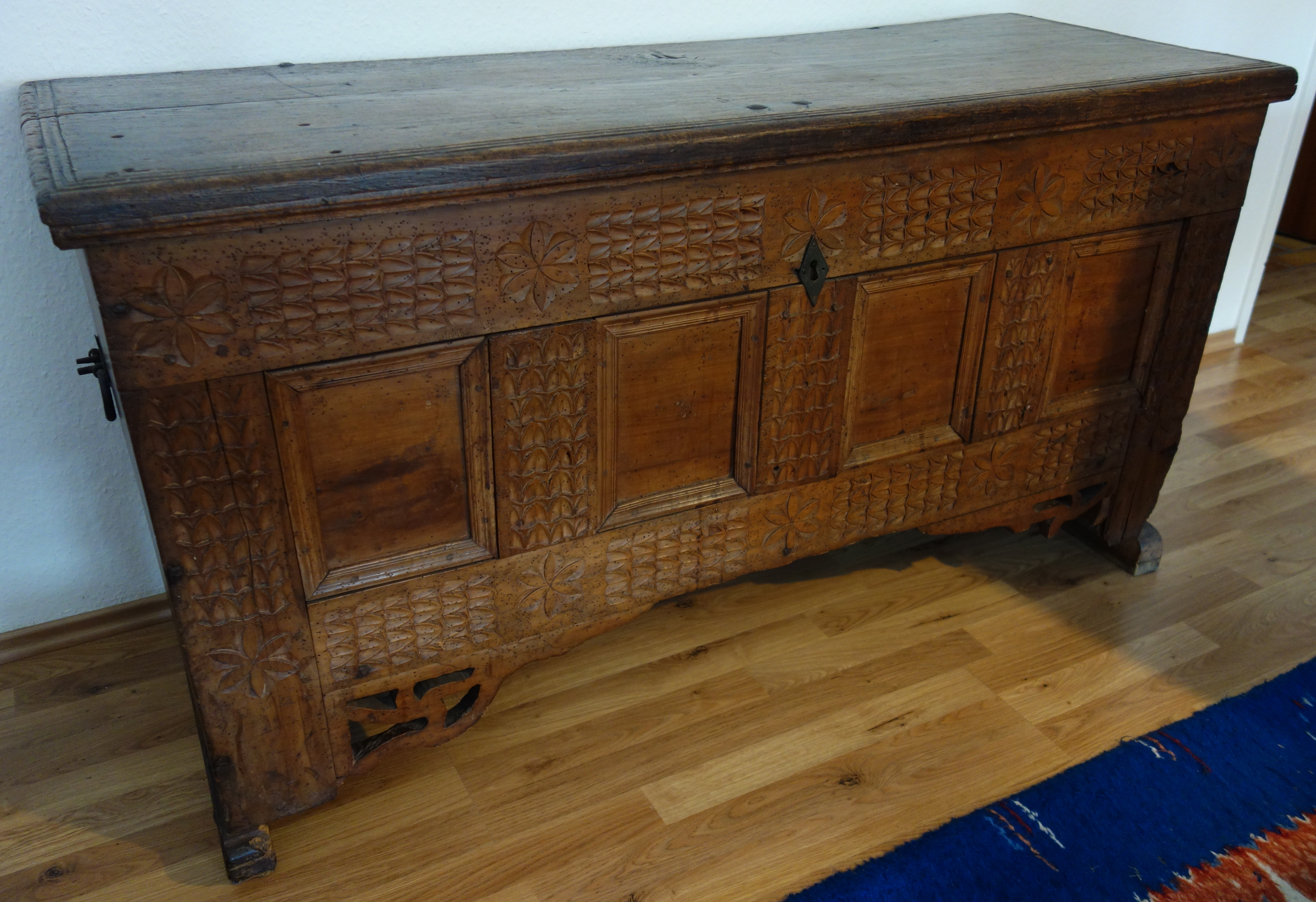
Renaissancetruhe mit ausgeschnittenem Sockel und floralen Schnitzereien (Privatbesitz)

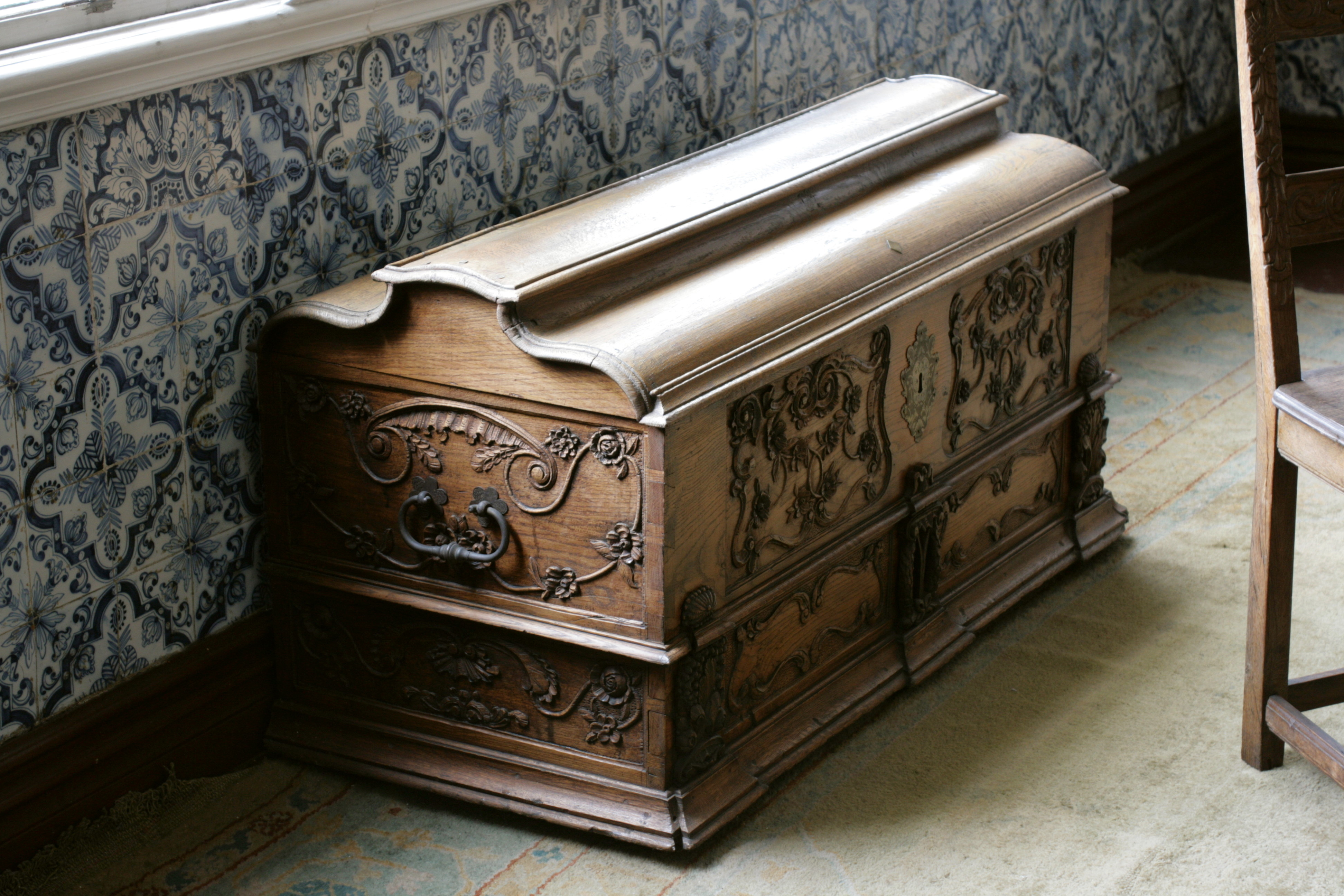
Westfälische Truhe um 1740, Haus Cleff, Remscheid

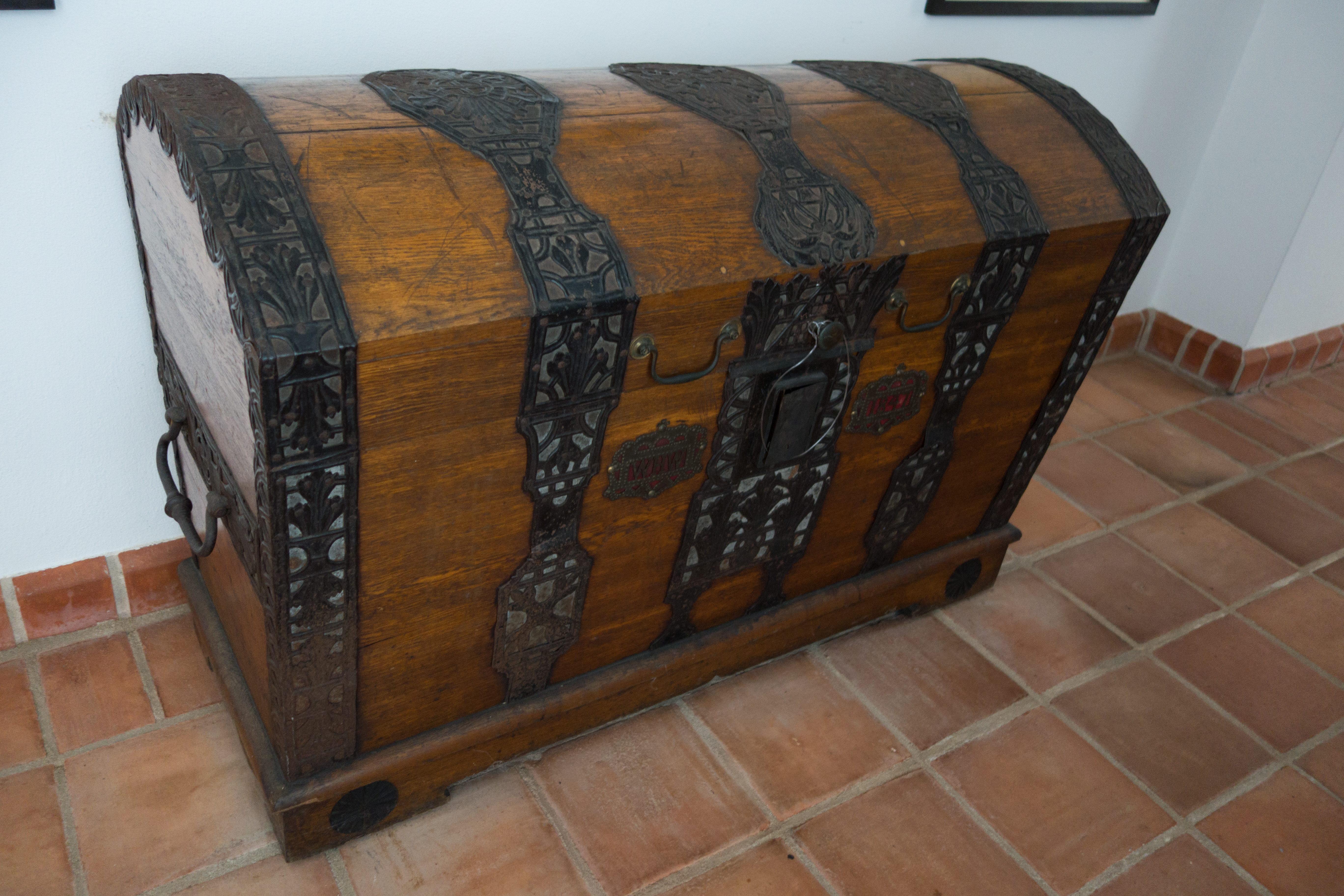
Truhe in Kofferform, Schloss Oranienburg. 1847.

Im Vergleich zum Schrank ist die Truhe das bei weitem ältere Verwahrmöbel und wohl das älteste überhaupt. Truhen gab es bereits im Altertum: die einst im Heratempel von Olympia verwahrte Kypseloslade und die Bundeslade im Tempel zu Jerusalem sind die berühmtesten Beispiele des klassischen und biblischen Altertums. Hier gab es schon Truhenmöbel, bevor in später hellenistischer und in römischer Zeit ganz allmählich der „Schrank“ Verbreitung fand. Diese Entwicklung wiederholte sich in der frühen Neuzeit in Mitteleuropa.
Die ältesten aus Brettern zusammengefügten Truhen des Mittelalters stammen aus dem 12. Jahrhundert. In den norddeutschen Heideklöstern haben sich zahlreiche schlichte Beispiele erhalten. Deren Bohlen sind noch überwiegend durch Spalten der Eichenstämme gefertigt, doch kam auch hier schon die Säge zum Einsatz.  Um die Truhe und deren Inhalt vor Bodenfeuchtigkeit zu schützen, sind die Front- oder Seitenbretter oft zu Füßen verlängert, diese Konstruktionen nennt man entsprechend Front- oder Seitstollentruhen (Standseitentruhen). Die Stollentruhe, oft aufwändig mit Eisenbändern beschlagen, um ein Reißen des Holzes zu verhindern, bleibt bis ins 16. Jahrhundert verbreitet, regional weit darüber hinaus. Ab 1600 stehen Truhen im deutschen Nordwesten oft auf seitlichen Kufen, die vorne mit einem schrägen Fußbrett verbunden sind. Die Deckel können flach und zum Sitzen geeignet, seltener dachförmig ausgebildet, gerundet oder sargdeckelähnlich gebrochen sein. Im 15. Jahrhundert trennen sich die Handwerkszweige der Zimmerleute von den Tischlern, denen die Möbelherstellung vorbehalten bleibt. Gleichzeitig nimmt das Angebot an geschnittenen Brettern zu, die zunehmend von den jetzt aufkommenden Sägemühlen geliefert werden, sodass die Möbelwände dünner werden können. Schon im Spätmittelalter beginnt sich eine wichtige konstruktive Veränderung durchzusetzen: Möbel, Türen und Vertäfelungen werden immer mehr aus Rahmenwerk und Füllung zusammengesetzt. So kann das Holz „arbeiten“, ohne dass es zu Rissen kommt.
In der Neuzeit, vor allem im 18. Jahrhundert sind kofferförmige (leicht konisch, gerundeter Deckel) Truhentypen verbreitet.

### Ornament und Bildschmuck
Dekorativ angereichert wurde vor allem die Frontseite. Oft haben sich in Museen nur diese Vorderwände erhalten. Im Mittelalter überwiegt das Maßwerkornament. Geschnitzte Reliefs, die als szenische Bildfelder die Truhenvorderwand füllen, sind vom späten 15. bis zur Mitte des 17. Jahrhunderts in Norddeutschland beliebt, auch wenn sie (wie durchweg) bürgerliche Aussteuertruhen waren, ist der Themenkreis biblisch, die nachreformatorischen Beispiele überwiegend alttestamentarisch. Ornamentale Dekorationen halten sich an bäuerlichen Möbeln (hier oft in Kerb- oder Flachschnitzerei) auch noch bis in spätere Zeit. Ob bei reich ausgestalteten Truhen eine geschnitzte Szene die ganze Vorderfläche füllt oder die Darstellungen einer Felderteilung folgen und welche Dekorationsmotive bevorzugt werden, ist regional unterschiedlich. Schnitzwerk ist ein Kennzeichen norddeutscher Eichentruhen, süddeutsche Möbel wurden eher nur bemalt. Wenige Beispiele im Norden lassen erkennen, dass wenigstens ein Teil der geschnitzten Truhen auch farbig gefasst sein konnte. Im 18. Jahrhundert werden auch Truhen gern mit Marketerien (dekorativ geschnittenen Furnieren) überzogen.

### Funktion und Gebrauch
Profane Truhen dienten nicht nur zur Aufbewahrung, sondern auch der Besitzsicherung. Bei einem Brand konnten sie mit ihrem kostbaren Inhalt schnell aus dem Haus geschafft werden und in der Regel waren sie auch mit Schloss und Riegel versehen. Geldkästen waren wohl ganz aus Eisenblech geschmiedet und mit Mehrfachriegeln und komplizierten Verschlüssen versehen. Auch die Zünfte waren vorsichtig: Die Amtsladen waren üblicherweise durch mehrere Schlösser gesichert, nur gemeinsam konnten die Zunftältesten den Kasten mit den Vermögenswerten der Korporation öffnen. Die geöffnete Lade der Zunft spielte eine wichtige Rolle bei ihren Amtshandlungen und Zeremonien.
Etwa im 17. Jahrhundert setzte sich in den Städten der Schrank als typisches Aufbewahrungsmöbel durch, die Truhe lebte dagegen vor allem in ländlichen Regionen fort. Truhen dürften auch als Sitzmöbel gedient haben, als „Truhenbank“ sind sie mit einer Rücklehne ausgestattet. 
Viele dieser Behältnismöbel waren bis ins 19. Jahrhundert Aussteuertruhen, in denen die Braut ihre Mitgift standesgemäß präsentieren konnte. In diesen Fällen sind Truhen manchmal mit Wappen, Namen und/oder Jahreszahl versehen. In großen Truhen befindet sich oft ein separat eingebautes Fach für kleinere Wertsachen, die sogenannte „Beilade“, manchmal noch ergänzt durch ein verdecktes Geheimfach. Im späteren 18. und im 19. Jahrhundert entstanden mitunter Mischformen zwischen Truhe und Kommode, bei denen etwa eine Truhe unten mit nach vorne zu öffnenden Schubladen versehen wurde, manchmal erhielt die Vorderseite sogar durch aufgeblendete (aber nicht zu öffnende) Schubladenfronten insgesamt das Aussehen einer Kommode.
Ähnlich wie Landarbeiter und andere ihren Arbeitsplatz gelegentlich wechselnde Arbeitnehmer(innen) besaßen Seeleute mit der Seekiste eine handliche Truhe für ihren geringen persönlichen Besitz.
Bis ca. Mitte des 20. Jahrhunderts waren auch noch leichter gebaute Reisetruhen üblich, oft mit Leder bezogen und durch Beschläge verstärkt. Für den Seetransport gedachte Truhen waren innen meist noch mit Blech ausgekleidet, um sie wasserdicht zu machen. Die Reisetruhen wurden im Laufe des 20. Jahrhunderts fast komplett durch die handlicheren und flacheren Koffer (aus Reisetruhen entwickelt) ersetzt.
Eine mittelalterliche Sonderform, mehr Sarg als Truhe, zeigt das seltene Beispiel einer Heiligengrabtruhe mit dachförmigem Deckel; sie wurde im liturgischen Zusammenhang von Karfreitag bis Ostern zur „Grablegung“ einer Figur des toten Christus benutzt.

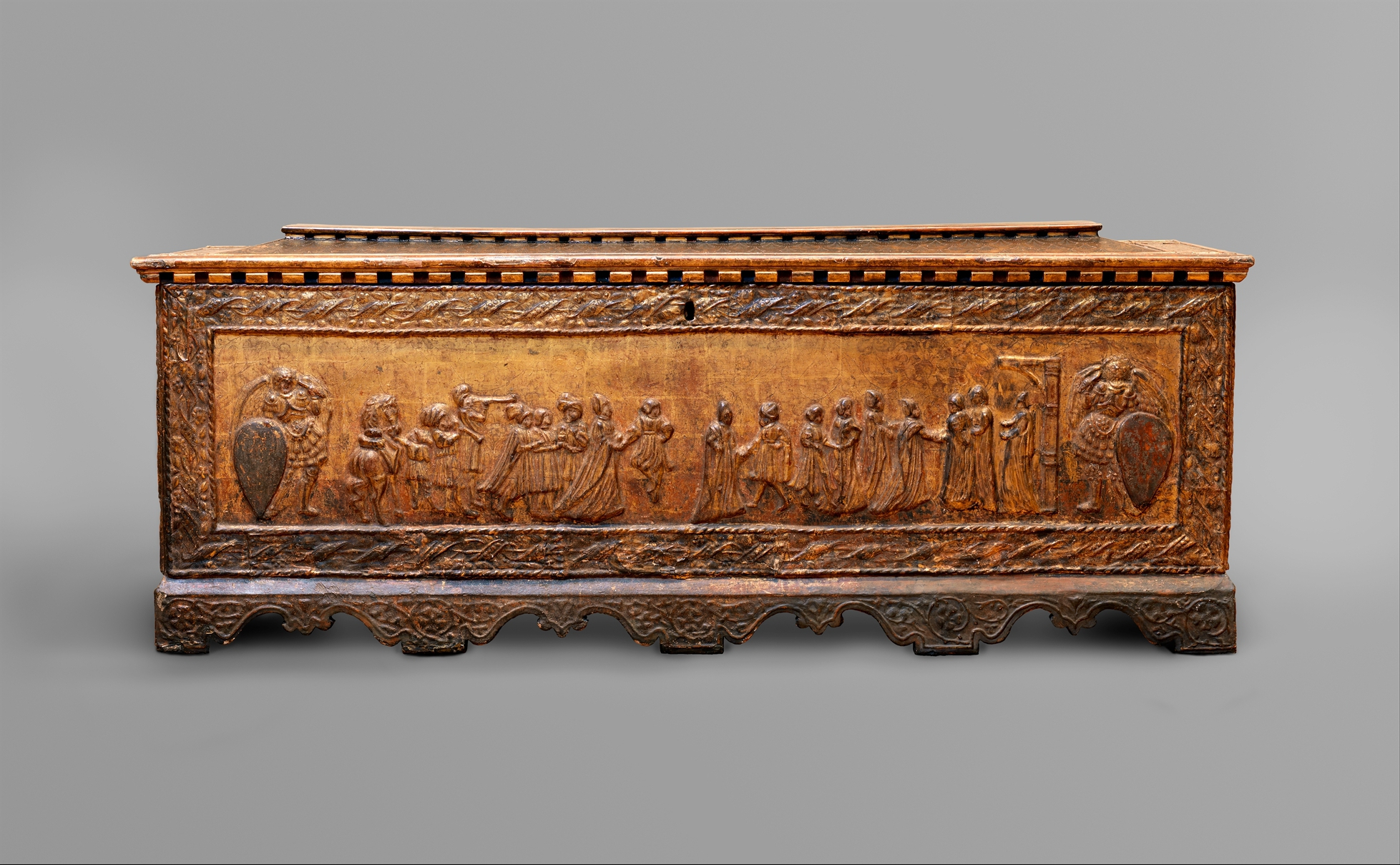
Cassone, Florenz, 15. Jahrhundert. Walnussholz, vergoldet und bemalt. Metropolitan Museum

### Hochzeitstruhen

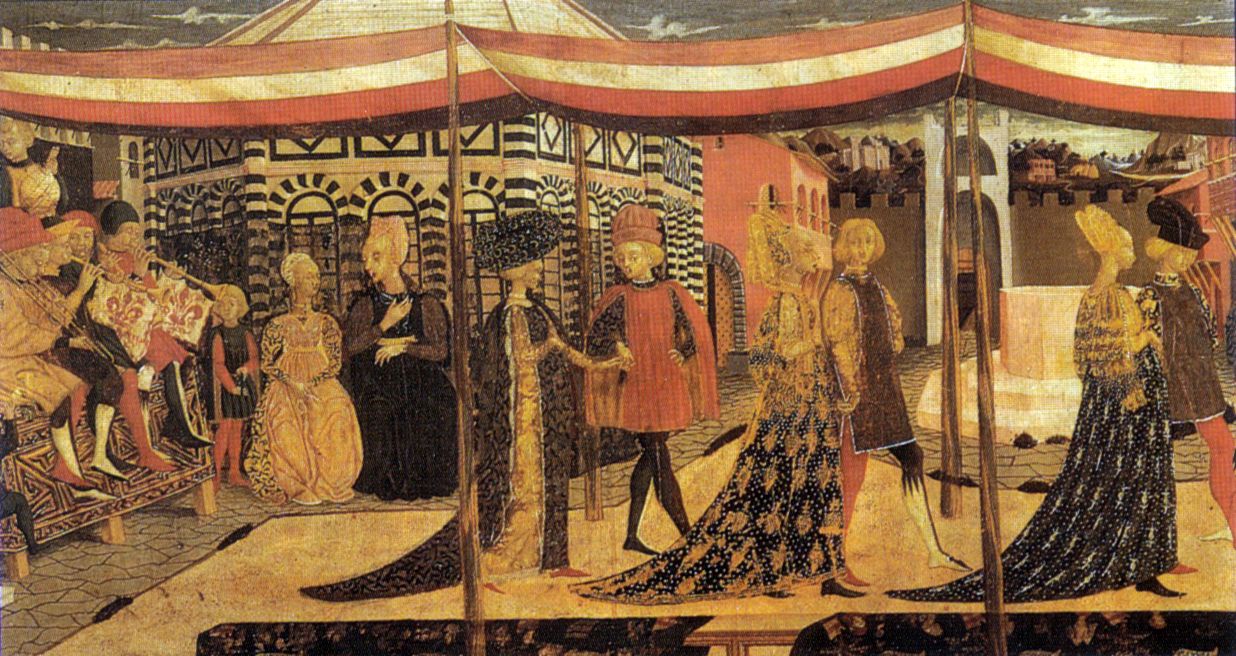
Ein Spalliera- bzw. ein Cassone-Bild des Meister des Cassone Adimari, um 1420/1450, Accademia di Belle Arti, Florenz

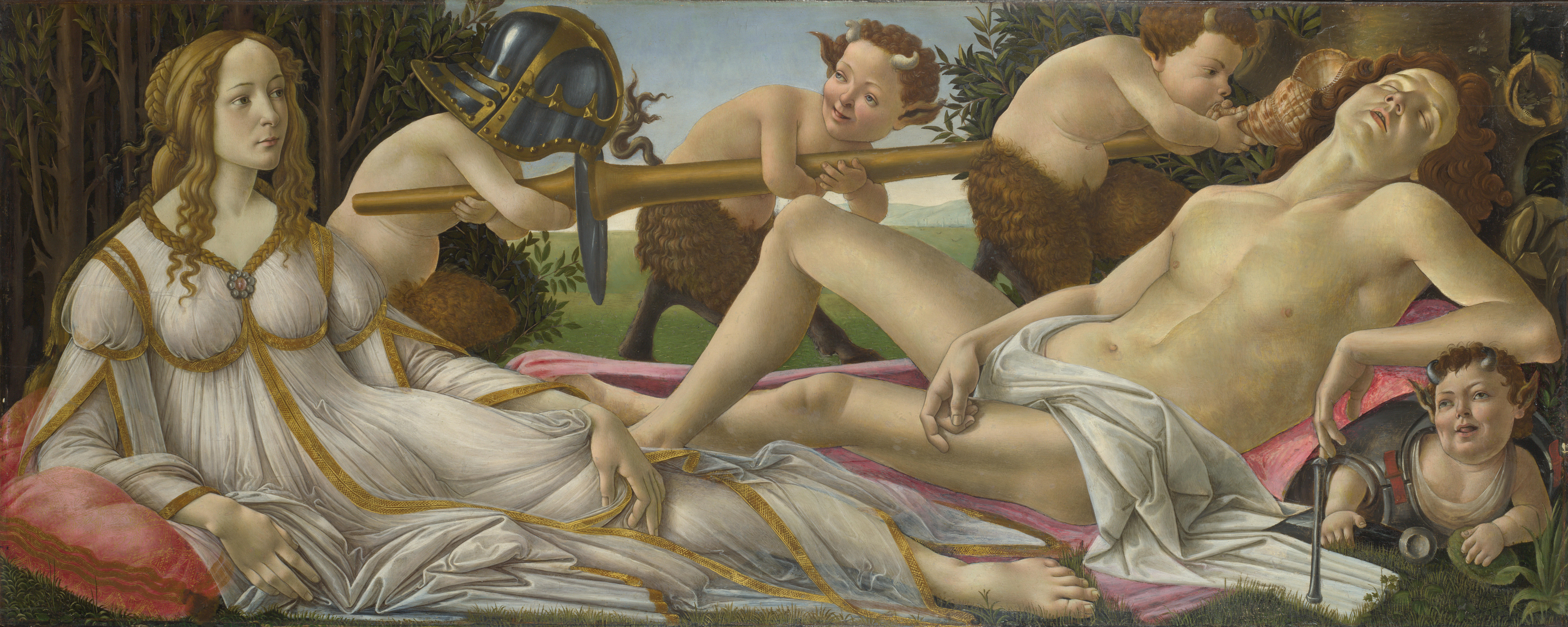
Die ungewöhnlichen Maße des Gemäldes von Sandro Botticelli Venus und Mars weisen darauf hin, dass es Teil eine Cassone gewesen sein könnte.

Aus Italien stammt die „Brauttruhe“ (cassone). Cassone waren große verzierte Truhen, die vom vierzehnten bis zum sechzehnten Jahrhundert hergestellt wurden. Neben dem Ehebett waren Cassoni in den wohlhabenden Haushalten der Renaissance beliebt, sie bewahrten Kleidung, kostbare Stoffe und andere Wertgegenstände auf. Oftmals wurde eine Cassone vom Bräutigam in Auftrag gegeben und bei der Hochzeitsprozession mit der Mitgift der neuen Braut an vorderster Stelle getragen. Im fünfzehnten Jahrhundert waren ganze Werkstätten mit der Herstellung und Verzierung von Cassoni beschäftigt.
Ihre Vorderwand und die Schmalseiten waren oft mit Malereien oder Reliefs aus Holz oder Gips (Gesso) geschmückt, die Themen aus dem Umfeld von Hochzeit und Ehe zum Inhalt hatten. In den Werkstätten der italienischen Renaissance wurden die Frontseiten der Cassone mit Episoden aus der klassischen oder biblischen Geschichte und Mythologie bemalt, die offensichtlich für die frisch Verheirateten eine schöne Geschichte darstellten. Andere Cassone wurden mit ornamentalen und figürlichen Schnitzereien und Einlegearbeiten verschiedener Art verziert.
Die „Truhenbank“ (cassapanca) der italienischen Renaissance war neben einer verzierten Rückenlehne zusätzlich noch mit Armlehnen versehen.
In Nordamerika haben sich für die „Aussteuertruhe“ die Begriffe hope chest und cedar chest verbreitet, während im Vereinigten Königreich und in Australien die Bezeichnung glory box bekannter sein mag.

### Kirchentruhe
Ein weiterer Sonderfall sind die sogenannten „Kirchentruhen“ (engl. parish chests), in denen Gewänder, Dokumente und andere Wertgegenstände aufbewahrt wurden. Nach dem Dreißigjährigen Krieg (1618–1648) wurden sie nicht selten auch als „Schwedentruhe“ bezeichnet.

## Gegenwart

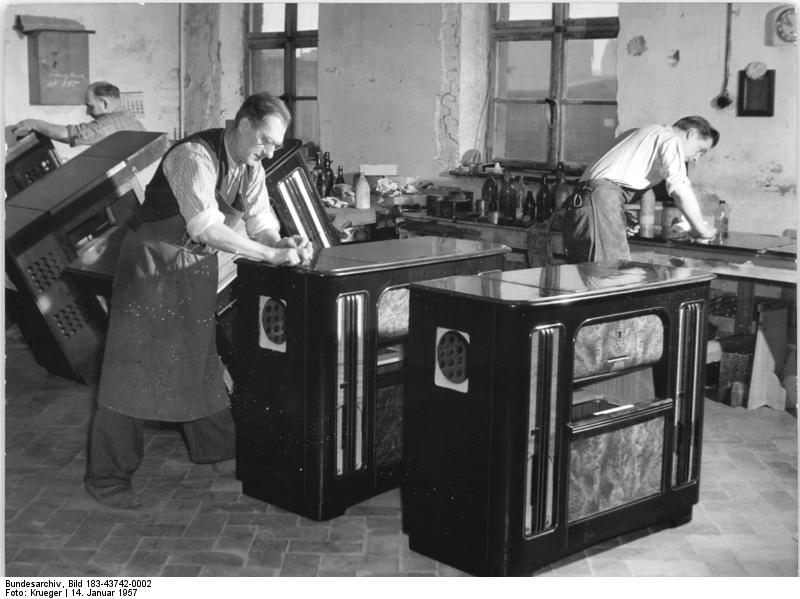
Herstellung von Musiktruhen in einer Tonmöbelfabrik in Luckenwalde (1957)

Als Aufbewahrungsmöbel haben Schrank und Regal die Truhe weitgehend verdrängt. Als Transportbehälter auf Reisen wurde die Truhe von Koffern und Reisetaschen verdrängt. Auch in der modernen Logistik ist kein Raum für Truhen: Container, Kisten, Umzugskartons und andere Aufbewahrungssysteme übernehmen die entsprechenden Aufgaben. Historische Truhen werden als Antiquitäten gehandelt, dienen aber meist eher als Dekoration, da sie den heutigen Wohngepflogenheiten nur bedingt entsprechen. Dennoch gibt es für einzelne Funktionen heute noch Truhen:
Der Begriff der Truhe hat sich im Haushalt noch in der sogenannten Wäschetruhe erhalten, obwohl deren Aussehen mit dem ursprünglichen Möbelstück nichts mehr gemein hat. Es ist heute meist lediglich ein Behälter zur Aufnahme der Schmutzwäsche, bevor diese zur Reinigung kommt. Auch die Bezeichnung Kühltruhe wird für Elektrogeräte verwendet, deren Temperatur unter dem Gefrierpunkt liegt und die der Einfrierung und Aufbewahrung von Lebensmittel dienen. Diese Truhen wurden im Gegensatz zum Kühlschrank bei den Erstmodellen von oben geöffnet, eine Technik, die heute bereits eher selten ist.
Anfang der 1950er Jahre kam der Begriff Musiktruhe auf. Darunter versteht man ein Möbel, in dem ein Radio und Phonogeräte verbaut waren und das man als Vorläufer der Stereoanlage betrachten kann. Mit der Truhenkonstruktion hatte es nur den oberen Klappdeckel des Plattenspielers gemein. Teurere Exemplare enthielten auch noch ein Fernsehgerät.